# 新疆维吾尔自治区重要湿地
新疆维吾尔自治区重要湿地是新疆维吾尔自治区林业和草原局根据《中华人民共和国湿地保护法》《新疆维吾尔自治区湿地保护条例》等有关规定公布的自治区级重要湿地。截止2025年1月，共有三批次19处湿地获“新疆维吾尔自治区重要湿地”认定。

## 背景与建立
中华人民共和国第二次全国湿地资源调查时，新疆境内有394.82万公顷各类湿地，主要分布于阿尔泰山、天山山脉、昆仑山脉、阿尔金山脉、塔里木盆地、准噶尔盆地等地。其中92.15万公顷的湿地被划入设立的51处国家湿地公园。
2017年，新疆维吾尔自治区人民政府发《自治区人民政府办公厅关于印发＜新疆维吾尔自治区湿地保护与修复工作实施方案＞的通知》。其中提到“建立湿地分级体系、将新疆湿地划分为国家重要湿地（含国际重要湿地）、自治区重要湿地、地（州、市）重要湿地和一般湿地，列入不同级别湿地名录”的要求。随即，新疆维吾尔自治区林业和草原局先后印发《〈新疆维吾尔自治区重要湿地确认办法〉（暂行）》《〈新疆维吾尔自治区湿地名录管理办法〉（暂行）》等文件。2021年10月，新疆维吾尔自治区林业和草原局公布第一批《新疆维吾尔自治区重要湿地名录》，8处湿地被认定。2023年12月，第二批新疆维吾尔自治区重要湿地公布，共包括9处湿地。2025年1月，2处湿地被认定为第三批新疆维吾尔自治区重要湿地。

## 认定条件与命名
《新疆维吾尔自治区湿地名录管理办法》规定了新疆维吾尔自治区重要湿地的认定七条具体条件，包括湿地位于新疆生态敏感区域；湿地分布有重要保护野生动植物种类；湿地分布有一定数量的野生高等植物、野生脊椎动物；湿地为一定数量的野生水鸟生存、繁殖、越冬、迁徙定期或规律性提供支持；湿地为鱼类提供主要栖息地；湿地具有重要科学研究价值或特殊保护价值的国家重点保护野生动物或重点保护野生植物的栖息地或原生地。满足七个条件之一且未被列入《国际重要湿地名录》、中国《国家重要湿地名录》的湿地，应确定为新疆维吾尔自治区湿地。
新疆维吾尔自治区重要湿地的命名格式为：新疆+湿地名+自治区重要湿地。

## 列表
| 批次   | 名称                                         | 行政区域           | 大致位置及范围 | 图片 | 湿地面积（公顷） | 类型                                         | 保护方式             | 主要保护对象                     | 主要保护对象               | 主要保护对象                 | 主要保护对象                                    | 主管部门                   |
| 批次   | 名称                                         | 行政区域           | 大致位置及范围 | 图片 | 湿地面积（公顷） | 类型                                         | 保护方式             | 保护植物代表                     | 重点保护鸟类代表           | 其他重点保护野生动物代表     | 生态系统及生物多样性                            | 主管部门                   |
| ------ | -------------------------------------------- | ------------------ | -------------- | ---- | ---------------- | -------------------------------------------- | -------------------- | -------------------------------- | -------------------------- | ---------------------------- | ----------------------------------------------- | -------------------------- |
| 第一批 | 新疆福海县乌伦古湖自治区重要湿地             | 福海县             |                |      | 104165.16        | 河流湿地 湖泊湿地 沼泽湿地                   | 国家湿地公园         | 蛇麻黄、梭梭、甘草               | 白头硬尾鸭、棕尾鵟、红隼等 | 赤狐、水獭等                 | 乌伦古湖湿地整体生态系统和生物多样性            | 福海县人民政府             |
| 第一批 | 新疆阿勒泰地区哈纳斯自治区重要湿地           | 阿勒泰地区         |                |      | 8803.23          | 河流湿地 湖泊湿地 沼泽湿地                   | 国家级自然保护区     | 灰杨、红景天、阿尔泰堇菜等       | 黑鹳、金雕、草原雕等       | 雪豹、紫貂、兔狲、北山羊等   | 湿地整体生态系统及其生物多样性                  | 哈纳斯景区管理委员会       |
| 第一批 | 新疆哈巴河县科克托海自治区重要湿地           | 哈巴河县           |                |      | 11244.08         | 河流湿地 湖泊湿地 沼泽湿地 人工湿地          | 省级自然保护区       | 雪白睡莲等                       | 黑鹳、猎隼等               | 兔狲、水獭等                 | 湿地整体生态系统及其生物多样性                  | 哈巴河县人民政府           |
| 第一批 | 新疆博尔塔拉蒙古自治州艾比湖自治区重要湿地   | 博尔塔拉蒙古自治州 |                |      | 99280.09         | 河流湿地 湖泊湿地 沼泽湿地 人工湿地          | 国家级湿地自然保护区 | 艾比湖小叶桦、艾比湖沙拐枣等     | 金雕、黑鹳等               | 四爪陆龟、兔狲等             | 湿地整体生态系统及其生物多样性                  | 博尔塔拉蒙古自治州人民政府 |
| 第一批 | 新疆博乐市赛里木湖自治区重要湿地             | 博乐市             |                |      | 47297.87         | 河流湿地 湖泊湿地                            | 国家湿地公园         | 新疆贝母、蓝枝木麻黄、膜果泽泻等 | 黑鹳、红隼等               | 雪豹、北山羊、盘羊等         | 湿地整体生态系统及其生物多样性                  | 博乐市人民政府             |
| 第一批 | 新疆温泉县北鲵自治区重要湿地                 | 温泉县             |                |      | 50.97            | 河流湿地 沼泽湿地                            | 国家级自然保护区     |                                  |                            | 新疆北鲵                     | 新疆北鲵的栖息环境湿地 整体生态系统、生物多样性 | 温泉县人民政府             |
| 第一批 | 新疆博湖县博斯腾湖自治区重要湿地             | 博湖县             |                |      | 143217.14        | 河流湿地 湖泊湿地 沼泽湿地 人工湿地          | 国家湿地公园         | 雪白睡莲等                       | 小苇鳽、燕隼等             | 猞猁、沙狐等                 | 湿地整体生态系统和生物多样性                    | 博湖县人民政府             |
| 第一批 | 新疆昭苏县阿合牙孜自治区重要湿地             | 昭苏县             |                |      | 926.25           | 河流湿地 沼泽湿地                            | 国家湿地公园         | 小斑叶兰等                       | 胡兀鹫、高山兀鹫等         | 北山羊、马鹿、雪豹等         | 湿地整体生态系统和生物多样性                    | 昭苏县人民政府             |
| 第二批 | 新疆察布查尔县伊犁河自治区重要湿地           | 察布查尔锡伯自治县 |                |      | 2134.91          | 森林沼泽 灌丛沼泽 沼泽草地 内陆滩涂 河流水面 | 国家湿地公园         | 灰杨、黄耆、尖果刺枣等           | 白尾海雕、大白鹭等         | 水獭、兔狲等                 | 湿地整体生态系统和生物多样性                    | 察布查尔锡伯自治县人民政府 |
| 第二批 | 新疆霍城县伊犁河谷自治区重要湿地             | 霍城县             |                |      | 508.92           | 森林沼泽 灌丛沼泽 沼泽草地 内陆滩涂 河流水面 | 国家湿地公园         | 黄耆、罗布麻等                   | 红嘴鸥、大鵟等             | 水獭等                       | 湿地整体生态系统和生物多样性                    | 霍城县人民政府             |
| 第二批 | 新疆尼勒克县喀什河自治区重要湿地             | 尼勒克县           |                |      | 534.36           | 内陆滩涂 河流水面                            | 国家湿地公园         | 天山桦、黄耆等                   | 大鵟、草原雕等             | 水獭等                       | 湿地整体生态系统和生物多样性                    | 尼勒克县人民政府           |
| 第二批 | 新疆特克斯县特克斯自治区重要湿地             | 特克斯县           |                |      | 1283.53          | 灌丛沼泽 内陆滩涂 河流水面 水库水面          | 国家湿地公园         | 天山桦、甘草等                   | 大天鹅、雀鹰、红隼等       | 斑重唇鱼、棋斑游蛇等         | 湿地整体生态系统和生物多样性                    | 特克斯县人民政府           |
| 第二批 | 新疆伊宁市伊犁河自治区重要湿地               | 伊宁市             |                |      | 429.38           | 森林沼泽 灌丛沼泽 沼泽草地 内陆滩涂 河流水面 | 国家湿地公园         | 伊犁杨、甘草等                   | 金雕、白尾海雕、红隼等     | 水獭                         | 湿地整体生态系统和生物多样性                    | 伊宁市人民政府             |
| 第二批 | 新疆昭苏特克斯河自治区重要湿地               | 昭苏县             |                |      | 783.59           | 灌丛沼泽 沼泽草地 内陆滩涂 河流水面          | 国家湿地公园         | 天山桦、黄耆、小花火烧兰等       | 红隼、灰鹤等               | 棋斑游蛇等                   | 湿地整体生态系统和生物多样性                    | 昭苏县人民政府             |
| 第二批 | 新疆富蕴县可可托海自治区重要湿地             | 富蕴县             |                |      | 1571.92          | 沼泽草地 内陆滩涂 水库水面                   | 国家湿地公园         | 麻黄、雪白睡莲等                 | 黑鹳、草原雕等             | 水獭、极北蝰                 | 湿地整体生态系统和生物多样性                    | 富蕴县人民政府             |
| 第二批 | 新疆呼图壁县大海子自治区重要湿地             | 呼图壁县           |                |      | 1250.67          | 水库水面                                     | 国家湿地公园         | 柽柳、甘草                       | 青头潜鸭、灰鹤、红隼等     | 棋斑游蛇、斑重唇鱼等         | 湿地整体生态系统和生物多样性                    | 呼图壁县人民政府           |
| 第二批 | 新疆于田县克里雅河自治区重要湿地             | 于田县             |                |      | 9497.01          | 灌丛沼泽 沼泽草地 内陆滩涂 河流水面          | 国家湿地公园         | 灰杨为代表的新疆重点保护植物     | 黑鹳、大天鹅、棕尾鵟等     | 塔里木兔、草原斑猫、鹅喉羚等 | 湿地整体生态系统和生物多样性                    | 于田县人民政府             |
| 第三批 | 新疆乌鲁木齐市达坂城区柴窝堡湖自治区重要湿地 | 乌鲁木齐市达坂城区 |                |      | 2524.05          | 湖泊水面                                     | 国家湿地公园         |                                  | 大天鹅、灰鹤、蓑羽鹤等     | 赤狐、鹅喉羚等               | 湿地整体生态系统和生物多样性                    | 乌鲁木齐市达坂城区人民政府 |
| 第三批 | 新疆新源县那拉提自治区重要湿地               | 新源县             |                |      | 600.16           | 沼泽地 坑塘水面                              | 国家湿地公园         |                                  | 彩鹮、侏鸬鹚、大天鹅等     | 水獭、赤狐等                 | 湿地整体生态系统和生物多样性                    | 新源县人民政府             |